# Blues Breakers with Eric Clapton
| Recensione | Giudizio |
| ---------- | -------- |
| AllMusic   |          |

Bluesbreakers è un album blues del 1966, accreditato a John Mayall con Eric Clapton.

## Antefatti
Il 26 aprile del 1965 i Bluesbreakers nella loro nuova formazione, comprendente oltre al leader, John McVie, Hughie Flint e l'ultimo arrivato Eric Clapton, effettuarono alcune incisioni (Crawling Up A Hill, Crocodile Walk, Bye Bye Bird e una prima versione di Hideaway) negli studi della BBC, per il programma radiofonico Saturday Club, dal quale furono trasmesse il 1º maggio successivo.
Durante il nuovo mese, il gruppo entrò in sala di registrazione per incidere con la Immediate Records di Andrew Loog Oldham, le prime tracce (I'm Your Witchdoctor, Telephone Blues e On Top Of The World), che andarono a costituire i loro primi singoli, pubblicati poi in ottobre, della produzione dei quali si occupò Jimmy Page. 
Proprio con quest'ultimo alla chitarra ritmica, Clapton prese parte in questo stesso periodo ad alcune jam session, dalle quali scaturirono le seguenti tracce: Snake Drive, Tribute to Elmore, West Coast Idea, Freight Loader, Draggin' My Tail, Choker e Miles Road; vennero successivamente incluse, insieme ai citati brani di studio dei Bluesbreakers, su due raccolte collettive di vari artisti di British Blues, realizzate anch'esse dalla Immediate nel 1968 (Blues Anytime Vol.1-3. An Anthology Of British Blues, reintitolate An Anthology Of British Blues vol.1 e 2 per il mercato americano), e poi sparpagliate su varie antologie successive, tra le quali The History of Eric Clapton del 1972.
Clapton abbandonò per circa 2 mesi e mezzo (agosto - ottobre 1965) la band, per andare a suonare in giro per il mondo, con un gruppo di amici musicisti denominati The Glands; in questo lasso di tempo fu sostituito da Geoff Krivit.
Con una formazione che comprendeva pure Jack Bruce al posto del momentaneamente dimissionario McVie, il 25 ottobre Mayall e soci si recarono nuovamente negli studi della BBC, qui incisero I'm Your Witchdoctor, Cheating Woman, Big Town Playboy, una prima versione di Parchman Farm e Nowhere To Turn, messi in onda pure stavolta da Saturday Club cinque giorni dopo (30 ottobre).
Col ritorno di Clapton in novembre (dopo circa una settimana in cui Peter Green ne fece le veci), e quello stabile di McVie in dicembre, i Bluesbreakers cominciarono ad intensificare le loro esibizioni dal vivo, ottenendo una progressiva coesione, che ben presto li avrebbe trasformati in una delle più eccitanti ed acclamate live band nell'ambiente musicale inglese dell'epoca . Risale a questo periodo la scritta Clapton Is God (trad. it. Clapton è Dio), inneggiante al talento strumentale del chitarrista, realizzata con vernice spray, e comparsa per la prima volta su un muro della stazione metropolitana del quartiere londinese di Islington, e presto replicata in altre zone della capitale britannica, da parte dei fan più accaniti del complesso.
Grazie al consistente consenso di pubblico e critica, suscitato dalla pubblicazione di I'm Your Witchdoctor, insieme al grande successo dal vivo ottenuto dalla band, Mike Vernon, già cofondatore con Neil Slaven della rivista musicale R & B Monthly, poi diventato produttore per la Decca Records, riuscì a convincere i dirigenti di quest'ultima a scritturare nuovamente i Bluesbreakers, dopo la rescissione contrattuale generata dalle scarse vendite del loro album d'esordio (John Mayall Plays John Mayall).
Nel gennaio successivo Slowhand e il solo Mayall effettuarono alcune session col pianista blues Champion Jack Dupree per la citata etichetta discografica: ne scaturirono i brani Calcutta Blues, Shim Sham Shimmy e Third Degree, dei quali gli ultimi due furono inseriti nell'album From New Orleans To Chicago (1966), mentre il primo fu poi incluso nell'antologia collettiva Raw Blues (1967). In quest'ultima raccolta figurano anche Lonely Years e lo strumentale Bernard Jenkins, entrambi incisi anch'essi dai soli Eric e John circa un mese dopo, e inizialmente pubblicati come singoli nell'agosto dello stesso anno.

## Registrazione
<<...Il mio ricordo di quel giorno nello studio di registrazione, è noi che scarichiamo la strumentazione, la portiamo dentro, suoniamo, ricarichiamo gli strumenti e ce ne andiamo!>>
(E. Clapton).
I Bluesbreakers incisero l'album, che avrebbe dato loro la celebrità internazionale, nell'aprile del 1966 , in un solo giorno (anche se imprecisato), almeno secondo i ricordi di Clapton. Le registrazioni vennero effettuate allo Studio 2 della Decca, cercando nelle intenzioni dei quattro musicisti e del produttore Mike Vernon, di avvicinarsi il più possibile, sia nella scaletta quanto negli arrangiamenti, a quella che al tempo era una tipica esibizione dal vivo della band; le operazioni di incisione furono così piuttosto scorrevoli.
Mantenersi fedele al set live di Mayall e soci, equivaleva però a conservare, se non addirittura esaltare, le peculiari caratteristiche sonore della chitarra di Clapton, che avevano reso celebre il gruppo per l'intensità e la spettacolarità delle loro esibizioni: Slowhand era infatti abituato a suonare dal vivo, sfruttando al massimo le potenzialità del suo amplificatore Marshall, ed era irremovibilmente deciso a replicare in studio certi volumi di suono.
La risolutezza del chitarrista generò inevitabilmente forti contrasti col tecnico di sala Gus Dudgeon.
Infatti il futuro produttore discografico di Elton John, nonostante fosse di mentalità più aperta dei suoi colleghi, in media più attempati di lui, non era d'accordo con Clapton, in particolare sulla distanza dall'amplificatore, a cui collocare il microfono, che avrebbe dovuto catturarne il suono in uscita: Eric desiderava fosse il più vicino possibile, mentre l'altro era contrario, perché agendo così si sarebbe generato un volume di distorsione troppo elevato per ottenere una buona registrazione. Alla fine, grazie all'intervento diplomatico di Vernon, Clapton ebbe la meglio: ispirandosi alle caratteristiche della chitarra ascoltata soprattutto nei dischi di Freddie King, ottenne, per quanto concerne il suo strumento, il più potente suono mai udito prima nelle incisioni pubblicate fino ad allora.

## Tracce

### Lato A
1. All Your Love (Otis Rush / Willie Dixon) - 3:38
2. Hideaway (Freddie King / Sonny Thompson) - 3:18
3. Little Girl (John Mayall) - 2:38
4. Another Man (Trad. Arr. John Mayall) - 1:48
5. Double Crossing Time (John Mayall / Eric Clapton) - 3:05
6. What'd I Say (Ray Charles) - 4:30

### Lato B
1. Key to Love (John Mayall) - 2:10
2. Parchman Farm (Mose Allison) - 2:23
3. Have You Heard (John Mayall) - 5:57
4. Ramblin' on My Mind (Robert Johnson) - 3:10
5. Steppin' Out (L.C. Frazier) - 2:31
6. It Ain't Right (Little Walter) - 2:40

Edizione doppio CD del 2006, pubblicato dalla Decca Records 984 180-1
CD 1 (The Original Mono Album and 1969 Stereo Mix & Mono Mix, April 1966)
1. All Your Love – 3:35 (Otis Rush)
2. Hideaway – 3:14 (Freddie King, Sonny Thompson)
3. Little Girl – 2:33 (John Mayall)
4. Another Man – 1:44 (Brano tradizionale, arrangiamento di J. Mayall)
5. Double Crossing Time – 3:02 (John Mayall, Eric Clapton)
6. What'd I Say – 4:26 (Ray Charles)
7. Key to Love – 2:06 (John Mayall)
8. Parchman Farm – 2:19 (Mosé Allison)
9. Have You Heard – 5:54 (John Mayall)
10. Ramblin' on My Mind – 3:07 (Robert Johnson)
11. Steppin' Out – 2:28 (L.C. Frazier)
12. It Ain't Right – 2:41 (Little Walter)
13. All Your Love – 3:35 (Otis Rush) – Bonus Track - Stereo Mix (November 1969)
14. Hideaway – 3:14 (Freddie King, Sonny Thompson) – Bonus Track - Stereo Mix (November 1969)
15. Little Girl – 2:33 (John Mayall) – Bonus Track - Stereo Mix (November 1969)
16. Another Man – 1:45 (Brano tradizionale, arrangiamento di J. Mayall) – Bonus Track - Stereo Mix (November 1969)
17. Double Crossing Time – 3:01 (John Mayall, Eric Clapton) – Bonus Track - Stereo Mix (November 1969)
18. What'd I Say – 4:26 (Ray Charles) – Bonus Track - Stereo Mix (November 1969)
19. Key to Love – 2:05 (J. Mayall) – Bonus Track - Stereo Mix (November 1969)
20. Parchman Farm – 2:21 (Mosé Allison) – Bonus Track - Stereo Mix (November 1969)
21. Have You Heard – 5:52 (J. Mayall) – Bonus Track - Stereo Mix (November 1969)
22. Ramblin' on My Mind – 3:07 (Robert Johnson) – Bonus Track - Stereo Mix (November 1969)
23. Steppin' Out – 2:27 (L.C. Frazier) – Bonus Track - Stereo Mix (November 1969)
24. It Ain't Right – 2:41 (Little Walter) – Bonus Track - Stereo Mix (November 1969)

CD 2 (Bonus Disc)
1. Crawling Up a Hill – 2:06 (J. Mayall) – BBC Saturday Club Session - 26th April 1965
2. Crocodile Walk – 2:22 (J. Mayall) – BBC Saturday Club Session - 26th April 1965
3. Bye Bye Bird – 2:47 (Sonny Boy Williamson, Willie Dixon) – BBC Saturday Club Session - 26th April 1965
4. I'm Your Witchdoctor – 2:09 (J. Mayall) – Immediate 45 IM012 - Released October 1965
5. Telephone Blues – 3:56 (J. Mayall) – Immediate 45 IM012 - Released October 1965
6. Bernard Jenkins – 3:47 (Eric Clapton) – Purdah 45 3502 - Recorded October 1965, Released August 1966
7. Lonely Years – 3:17 (J. Mayall) – Purdah 45 3502 - Recorded October 1965, Released August 1966
8. Cheatin' Woman – 2:01 (J. Mayall) – BBC Saturday Club Session - 25th October 1965
9. Nowhere to Turn – 1:40 (J. Mayall) – BBC Saturday Club Session - 25th October 1965
10. I'm Your Witchdoctor – 2:08 (J. Mayall) – BBC Saturday Club Session - 25th October 1965
11. On Top of the World (Tk 2) – 2:49 (J. Mayall) – Recorded 2nd December 1965, at Pye Studios (Unreleased Stereo Mix)
12. Key to Love – 2:01 (J. Mayall) – BBC Saturday Club Session - 14th March 1965
13. On Top of the World – 2:32 (J. Mayall) – BBC Saturday Club Session - 14th March 1965
14. They Call It Stormy Monday – 4:33 (T-Bone Walker) – Recorded Live at Flamingo Club, London 17th March 1966
15. Intro into Maudie – 2:25 (J. Mayall (Intro), John Lee Hooker (Maudie)) – Recorded Live at Flamingo Club, London, 30th April 1966
16. It Hurts to Be in Love – 3:21 (Julius Dixon, Rudolph Toomba) – Recorded Live at Flamingo Club, London, 30th April 1966
17. Have You Ever Loved a Woman – 6:42 (Billy Myles) – Recorded Live at Flamingo Club, London, 30th April 1966
18. Bye Bye Bird – 3:49 (Sonny Boy Williamson, Willie Dixon) – Recorded Live at Flamingo Club, London, 30th April 1966
19. Hoochie Coochie Man – 3:53 (Willie Dixon) – Recorded Live at Flamingo Club, London, 30th April 1966

## Musicisti

### Bluesbreakers
- John Mayall - voce solista, organo, pianoforte, armonica
- Eric Clapton - chitarra, voce solista in Ramblin' on My Mind
- Geoff Krivit - chitarra (solo CD 2 tracce 8-10)
- John McVie - basso
- Jack Bruce - basso (solo CD 2 tracce 8-10 e 14-19)
- Hughie Flint - batteria

### Ospiti
- John Almond - sax baritono (brani 5, 7, 9 e 11)[22]
- Alan Skidmore - sax tenore (brani 7, 9 e 11)[22]
- Dennis Healey - tromba (brani 7, 9 e 11)[22]

## Produzione
Fonte
- Gus Dudgeon – ingegnere del suono
- Mike Vernon - produzione
- John Mayall - design di copertina
- Neil Slaven - note di copertina
- Registrato nell'aprile del 1966 ai Decca Studios No. 2 di West Hampstead, Londra.

## Curiosità
- L'album è conosciuto anche con il nome di Beano perché, nella copertina principale, Eric Clapton sta leggendo i fumetti "Beano". Clapton, nella sua biografia disse che stava leggendo i fumetti Beano, perché si sentiva poco cooperativo durante lo scatto delle varie foto.[senza fonte]